# Gläserne Manufaktur
Il Gläserne Manufaktur (in italiano fabbrica di vetro o fabbrica trasparente) è un edificio che ospita una fabbrica e uno spazio espositivo situato nella città tedesca di Dresda.

## Descrizione
La fabbrica, di proprietà del gruppo automobilistico tedesco Volkswagen, è stata progettata dall'architetto Gunter Henn. È stata inaugurata nel 2002 per la produzione della Volkswagen Phaeton, terminata nel 2016. Lo stabilimento è incentrato sulla produzione di auto elettriche e di lusso.

## Automobili prodotte

### Auto in produzione
| Foto | Marca      | Modello | Inizio produzione |
| ---- | ---------- | ------- | ----------------- |
|      | Volkswagen | ID.3    | 2020              |

### Auto fuori produzione
| Foto | Marca      | Modello                 | Inizio produzione | Fine produzione |
| ---- | ---------- | ----------------------- | ----------------- | --------------- |
|      | Bentley    | Continental Flying Spur | 2005              | 2006            |
|      | Volkswagen | Phaeton                 | 2002              | 2016            |
|      | Volkswagen | e-Golf                  | 2014              | 2020            |